# ペレケ川

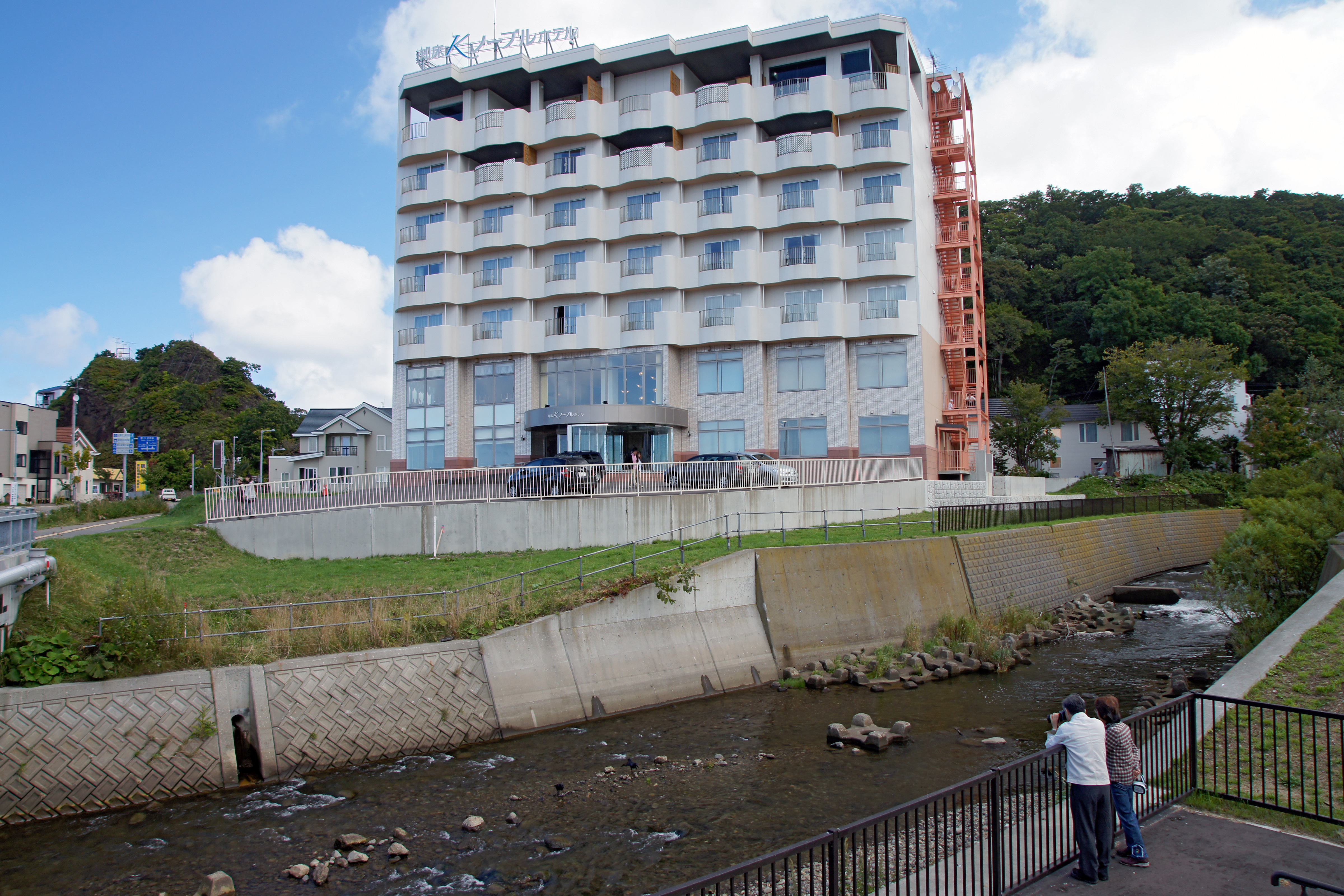
河口付近、カラフトマスの遡上を観察する人々

ペレケ川（ペレケかわ）は、北海道斜里町ウトロを流れる川。7 - 10月にカラフトマスの遡上と産卵が見られる川として知られる。河畔にあるペレケ河岸公園にはその様子を見るためのデッキが設けられている。

## ペレケ河岸公園
ウトロ港の河口から約150m上流に位置する。下流でも渓流の状態で、川沿いに桜並木の遊歩道とデッキが設けられている。　　　　

## 所在地
北海道斜里町ウトロ

## 交通アクセス
- ウトロバスターミナル 徒歩1分